# Sociální konstrukcionismus
Sociální konstrukcionismus je teorie poznání v sociologii a teorii komunikace, která zkoumá vývoj společně konstruovaného chápání světa, jež tvoří základ sdílených předpokladů o realitě. Tato teorie se soustředí na představu, že významy se vyvíjejí spíše v koordinaci s ostatními lidmi než odděleně v rámci každého jednotlivce.
Sociální konstrukty se mohou lišit v závislosti na společnosti a událostech, které provázejí dobu, v níž existují. Příkladem sociálního konstruktu jsou peníze nebo pojem měny, protože lidé ve společnosti se dohodli, že jim budou přikládat význam/hodnotu. Dalším příkladem sociální konstrukce jsou pojmy "já" nebo "sebepojetí". Charles Cooley v rámci své teorie looking glass self prohlásil: "Nejsem tím, za koho mě považujete vy; nejsem tím, za koho se považuji já; jsem tím, za koho si já myslím, že mě vy považujete." To vyjadřuje názor, že lidé ve společnosti vytvářejí myšlenky nebo pojmy, které by nemusely existovat bez existence lidí nebo jazyka, který by tyto pojmy potvrzoval.
Existují slabé a silné sociální konstrukty. Slabé sociální konstrukty se opírají o hrubá fakta (což jsou základní fakta, která je obtížné vysvětlit nebo pochopit, např. kvarky) nebo institucionální fakta (která jsou tvořena společenskými pravidly). Silné sociální konstrukty se opírají o lidskou perspektivu a znalosti, které neexistují jen tak, ale jsou spíše konstruovány společností.
Stejně jako sociální konstruktivismus, i sociální konstrukcionismus tvrdí, že lidé spolupracují na konstrukci artefaktů. Ale zatímco sociální konstrukcionismus se zaměřuje na artefakty, které jsou vytvářeny prostřednictvím sociálních interakcí skupiny, sociální konstruktivismus se zaměřuje na učení jednotlivce, které probíhá díky jeho interakcím ve skupině.

## Definice
Sociální konstrukt nebo konstrukce je význam, představa nebo konotace, kterou společnost přikládá nějakému předmětu nebo události a kterou členové této společnosti přijímají s ohledem na to, jak se na tento předmět nebo událost dívají nebo jak s ní nakládají. V tomto ohledu by sociální konstrukt jako myšlenka byl společností široce přijímán jako přirozený.[zdroj?]
Sociální konstrukcionismus se zaměřuje především na odhalování způsobů, jakými se jednotlivci a skupiny podílejí na konstrukci vnímané sociální reality. Zahrnuje zkoumání způsobů, jakými jsou sociální jevy lidmi rozvíjeny, institucionalizovány, poznávány a vytvářeny v tradici.[zdroj?]

## Kořeny

Každý člověk si vytváří svou vlastní "konstruovanou realitu", která řídí jeho chování.

Michel de Montaigne v 16. století napsal: "Více než výklad věcí potřebujeme výklad interpretací." Friedrich Nietzsche se v letech 1886–1887 vyjádřil podobně: "Fakta neexistují, existují pouze interpretace." Walter Lippmann ve své knize Public Opinion (Veřejné mínění) z roku 1922 uvedl: "Skutečné prostředí je příliš velké, příliš složité a příliš pomíjivé na to, aby se s ním lidé mohli přímo seznámit". Každý člověk si vytváří pseudoprostředí, které je subjektivním, zkresleným a nutně zkráceným mentálním obrazem světa, a do jisté míry je pseudoprostředí každého člověka fikcí. Lidé "žijí ve stejném světě, ale myslí a cítí v různých". Lippmanovo "prostředí" by se dalo nazvat "realitou" a jeho "pseudoprostředí" se zdá být ekvivalentem toho, čemu se dnes říká "konstruovaná realita".
Sociální konstrukcionismus má v poslední době kořeny v symbolickém interakcionismu a fenomenologii. V roce 1966 vyšla Bergerova a Luckmannova kniha The Social Construction of Reality (Sociální konstrukce reality), která tento koncept prosadila. O více než čtyři desetiletí později se mnoho teorií a výzkumů přihlásilo k základnímu postulátu, že lidé "vytvářejí své sociální a kulturní světy ve stejnou dobu, kdy tyto světy vytvářejí je". Je to pohled, který vyvrací společenské procesy "současně hravé i vážné, jimiž se skutečnost odhaluje i skrývá, vytváří i ničí naší činností". Nahrazuje "západní intelektuální tradici", kde badatel "usilovně hledá jistotu v reprezentaci reality pomocí propozic".
V sociálně konstrukcionistickém pojetí se "samozřejmé skutečnosti" vytvářejí na základě "interakcí mezi sociálními aktéry". Realita navíc není objektivní pravdou, která by "čekala na odhalení pozitivistickým vědeckým zkoumáním". Spíše může existovat "více skutečností, které soupeří o pravdu a legitimitu". Sociální konstrukcionismus chápe "základní roli jazyka a komunikace" a toto chápání "přispělo k obratu k jazyku" a v poslední době k "obratu k teorii diskurzu". Většina sociálních konstrukcionistů zastává názor, že "jazyk nezrcadlí realitu; spíše ji vytváří".
Široká definice sociálního konstrukcionismu má v organizačních vědách své zastánce i kritiky. Konstrukcionistický přístup k různým organizačním a manažerským jevům se zdá být běžnější a na vzestupu.
Andy Lock a Tom Strong sledují některé ze základních principů sociálního konstrukcionismu až k dílu italského politického filozofa, rétora, historika a právníka Giambattisty Vica z 18. století.
Velký vliv Berger a Luckmann přisuzují Maxi Schelerovi, který vytvořil myšlenku sociologie poznání, jež ovlivnila teorii sociální konstrukce.
Podle Locka a Stronga jsou dalšími vlivnými mysliteli, jejichž dílo ovlivnilo vývoj sociálního konstrukcionismu, např.: Edmund Husserl, Alfred Schutz, Maurice Merleau-Ponty, Martin Heidegger, Hans-Georg Gadamer, Paul Ricoeur, Jürgen Habermas, Emmanuel Levinas, Mikhail Bakhtin, Valentin Volosinov, Lev Vygotsky, George Herbert Mead, Ludwig Wittgenstein, Gregory Bateson, Harold Garfinkel, Erving Goffman, Anthony Giddens, Michel Foucault, Ken Gergen, Mary Gergenová, Rom Harre, and John Shotter.

## Aplikace

### Psychologie osobních konstruktů
Od svého vzniku v 50. letech 20. století se psychologie osobních konstruktů (personal construct psychology) rozvíjela především jako konstruktivistická teorie osobnosti a systém transformace individuálních významotvorných procesů, převážně v terapeutickém kontextu. Vycházel z pojetí člověka jako vědce, který vytváří a ověřuje teorie o svém světě. Představovala proto jeden z prvních pokusů o ocenění konstrukcionistické povahy zkušenosti a významu, který osoby svým zkušenostem dávají. Sociální konstrukcionismus se naproti tomu vyvinul především jako forma kritiky, jejímž cílem bylo transformovat utlačující účinky procesů vytváření sociálních významů. V průběhu let se rozrostl do skupiny různých přístupů, přičemž neexistuje jediná pozice sociálního konstrukcionismu. Různé přístupy pod obecným pojmem sociální konstrukcionismus jsou však volně spojeny některými společnými předpoklady o jazyce, znalostech a realitě.
Obvyklý způsob uvažování o vztahu mezi psychologií osobních konstruktů a sociálním konstrukcionismem spočívá v tom, že se na ně pohlíží jako na dvě oddělené entity, které jsou si v některých aspektech podobné, ale v jiných se také velmi liší. Tento způsob pojetí tohoto vztahu je logickým důsledkem okolnostních rozdílů jejich vzniku. V následných analýzách byly tyto rozdíly mezi psychologií osobních konstruktů a sociálním konstrukcionismem zarámovány do několika bodů napětí, formulovaných jako binární opozice: osobní/sociální; individualistický/vztahový; dějinný/strukturální; konstruktivistický/konstrukcionistický. Ačkoli jsou v těchto příspěvcích rozpracovány některé z nejdůležitějších otázek současné psychologie, polarizovaná pozice také udržovala představu o oddělení psychologie osobních konstruktů a sociálního konstrukcionismu a připravovala cestu jen pro omezené možnosti dialogu mezi nimi.
Změna rámce vztahu mezi psychologií osobních konstruktů a sociálním konstrukcionismem může být užitečná jak pro vědeckou komunitu psychologie osobních konstruktů, tak sociálního konstrukcionismu. Na jedné straně rozšiřuje a obohacuje teorii sociálního konstrukcionismu a poukazuje na přínosy aplikace "souboru nástrojů" psychologie osobních konstruktů v konstrukcionistické terapii a výzkumu. Na druhé straně toto přerámování přispívá k teorii psychologie osobních konstruktů a poukazuje na nové způsoby řešení sociální konstrukce v terapeutických rozhovorech.

### Pedagogická psychologie
Stejně jako sociální konstrukcionismus i sociální konstruktivismus tvrdí, že lidé spolupracují na konstrukci artefaktů. Zatímco sociální konstrukcionismus se zaměřuje na artefakty, které vznikají díky sociálním interakcím ve skupině, sociální konstruktivismus se zaměřuje na učení jednotlivce, které probíhá díky jeho interakcím ve skupině.
Sociálním konstruktivismem se zabývá mnoho pedagogických psychologů, kteří se zabývají jeho důsledky pro výuku a učení. Více o psychologických dimenzích sociálního konstruktivismu viz práce Ernsta von Glasersfelda a A. Sullivana Palincsara.

### Psychoterapeutické přístupy
Systemická terapie, stejně jako narativní terapie, terapie zaměřená na řešení nebo posléze i kolaborativní a dialogický přístup k terapii využívají myšlenky sociální konstrukcionismu. Každý z nich se na to, přesto dívá trochu jinou perspektivou. Systematická forma psychoterapie se snaží řešit lidi jako lidi ve vztahu, zabývá se interakcemi skupin a jejich interakčními vzorci a dynamikou.[zdroj?] Narativní terapie se více zaměřuje na příběhy a to, jakým způsobem je komu vyprávěno.

### Kriminalita
Potter a Kappeler (1996) v úvodu knihy Constructing Crime: Perspective on Making News And Social Problems píše: "Veřejné mínění a fakta o kriminalitě nejsou ve shodě. Realita kriminality ve Spojených státech se změnila v konstruovanou realitu, která je stejně pomíjivá jako bahenní plyn."
Kriminologie se dlouhodobě zaměřuje na to, proč a jak společnost definuje kriminální chování a kriminalitu obecně. Při pohledu na kriminalitu optikou sociálního konstrukcionismu vidíme důkazy, které potvrzují, že trestné činy jsou sociálním konstruktem, kdy se abnormální nebo deviantní činy stávají trestným činem na základě názorů společnosti. Dalším vysvětlením kriminality v souvislosti se sociálním konstrukcionismem jsou individuální konstrukce identity, které vedou k chování odchylnému od společenských norem. Pokud si někdo na základě společenské definice vytvoří identitu "šílence" nebo "zločince", může ho to nutit, aby se touto nálepkou řídil, což vede ke kriminálnímu chování.

### Komunikační studia
V roce 2016 byl publikován bibliografický přehled sociálního konstrukcionismu používaného v rámci komunikačních studií. Obsahuje dobrý přehled zdrojů z této disciplinární perspektivy Sbírka esejů publikovaná v Galanes a Leeds-Hurwitz (2009) by měla být užitečná také pro všechny, kteří se zajímají o to, jak sociální konstrukce při komunikaci skutečně funguje. Tento sborník je výsledkem konference, která se konala v roce 2006 pod záštitou National Communication Association jako letní institut s názvem "Catching ourselves in the Act: A Collaboration to Enrich our Discipline Through Social Constructionist Approaches." Stručně řečeno, základním předpokladem skupiny bylo, že "jednotlivci společně konstruují (vytvářejí) svá porozumění světu a významy, které přikládají setkáním s druhými, nebo různé produkty, které druzí vytvářejí. Jádrem věci je předpoklad, že tyto významy jsou konstruovány společně, tj. v koordinaci s ostatními, nikoli individuálně. Proto se nejčastěji volí termín sociální konstrukce." Na této akci John Stewart ve své hlavní prezentaci navrhl, že je načase zvolit jeden termín z tehdy běžných (sociální konstrukcionista, sociální konstruktivismus, sociální konstruktivista), a navrhl používat jednodušší formu: sociální konstrukce. Přítomní s používáním tohoto termínu souhlasili a od té doby je odborníky na komunikaci běžně užívaný. Během diskuse na konferenci účastníci vypracovali společný seznam zásad:
1. Komunikace je proces, jehož prostřednictvím konstruujeme a rekonstruujeme sociální světy.
2. Komunikace je konstitutivní; komunikace vytváří věci.
3. Každé jednání je následné.
4. Věci tvoříme společně. Sociální světy, které sdílíme s ostatními, konstruujeme jako vztahové bytosti.
5. Vnímáme mnoho sociálních světů existujících současně a nadále je utváříme. Sociální světy jiných lidí se mohou lišit od našeho. To, co zdědíme, není naše identita.
6. Žádné chování nevyjadřuje význam samo o sobě. Kontexty poskytují a omezují významy.
7. Zásady 1–6 mají etické implikace a důsledky.[39]

Průzkum publikací z oblasti komunikace týkajících se sociální konstrukce v roce 2009 ukázal, že hlavními tématy byly: identita, jazyk, narativy, organizace, konflikty a média.

## Historie a vývoj

### Berger a Luckmann
Konstrukcionismus se stal v USA významným díky knize Petera L. Bergera a Thomase Luckmanna z roku 1966 The Social Construction of Reality (Sociální konstrukce reality). Berger a Luckmann tvrdí, že veškeré znalosti, včetně těch nejzákladnějších, za samozřejmé považovaných znalostí každodenní reality, jsou odvozeny a udržovány sociálními interakcemi. Když lidé vstupují do interakcí, činí tak s vědomím, že jejich vnímání reality spolu souvisí, a když na základě tohoto vědomí jednají, jejich společné znalosti reality se posilují. Protože o těchto společných znalostech lidé vyjednávají, lidské typizace, významy a instituce jsou prezentovány jako součást objektivní reality, zejména pro budoucí generace, které se původního procesu vyjednávání neúčastnily. Například když rodiče vyjednávají pravidla, která mají jejich děti dodržovat, jsou tato pravidla konfrontována s dětmi jako "danosti" vytvořené zvenčí, které nemohou změnit. Sociální konstrukcionismus Bergera a Luckmanna má své kořeny ve fenomenologii. Navazuje na Heideggera a Edmunda Husserla prostřednictvím učení Alfreda Schütze, který byl také Bergerovým doktorandským školitelem.[zdroj?]

### Narativní obrat
V sedmdesátých a osmdesátých letech 20. století prošla sociálně konstrukcionistická teorie proměnou, když se konstrukcionističtí sociologové zapojili do práce Michela Foucaulta a dalších autorů a v praxi se začal uplatňovat narativní obrat v sociálních vědách. To se dotklo zejména vznikající sociologie vědy a rostoucího oboru vědeckých a technologických studií. Zejména Karin Knorr-Cetina, Bruno Latour, Barry Barnes, Steve Woolgar a další používali sociální konstrukcionismus k tomu, aby to, co věda obvykle charakterizovala jako objektivní fakta, propojili s procesy sociální konstrukce s cílem ukázat, že lidská subjektivita se vnucuje těm faktům, které považujeme za objektivní, a nikoli výhradně naopak. Zvláště kontroverzním titulem v tomto myšlenkovém směru je kniha Andrewa Pickeringa Constructing Quarks: A Sociological History of Particle Physics (Konstrukce kvarků: Sociologické dějiny částicové fyziky). Současně sociální konstrukcionismus formoval i studie o technologiích - Sofield, zejména o Sociální konstrukci technologií (social construction of technology, SCOT), a autoři jako Wiebe Bijker, Trevor Pinch, Maarten van Wesel aj. Navzdory tomu, že je matematika běžně vnímána jako objektivní, není imunní vůči sociálně konstrukcionistickým výkladům. Sociologové jako Sal Restivo a Randall Collins, matematici včetně Reubena Hershe a Philipa J. Davise a filozofové včetně Paula Ernesta publikovali sociálně konstrukcionistická pojednání o matematice.[zdroj?]

### Postmodernismus
Sociální konstrukcionismus lze považovat za zdroj postmoderního hnutí a má vliv na oblast kulturních studií. Někteří zašli tak daleko, že vznik kulturních studií (kulturní obrat) připisují právě sociálnímu konstrukcionismu. V rámci sociálně konstrukcionistického směru postmodernismu zdůrazňuje koncept sociálně konstruované reality neustálé masové vytváření světonázorů jednotlivci v dialektické interakci se společností v daném čase. Takto utvářené četné reality zahrnují podle tohoto názoru představy o světech lidské sociální existence a činnosti. Tyto představy postupně krystalizují na základě zvyku do institucí podepřených jazykovými konvencemi. Získávají trvalou legitimitu mytologií, náboženstvím a filozofií a jsou udržovány terapiemi a socializací a subjektivně internalizovány výchovou a vzděláváním. Díky tomu se poté mohou stát součástí identity členů společnosti.
Britský sociolog Dave Elder-Vass v knize The Reality of Social Construction (Realita sociální konstrukce) označuje rozvoj sociálního konstrukcionismu za jeden z důsledků dědictví postmodernismu. Píše: "Snad nejrozšířenějším a nejvlivnějším produktem tohoto procesu vyrovnávání se s dědictvím postmodernismu je sociální konstrukcionismus, který zažívá rozmach v oblasti sociální teorie od osmdesátých let 20. století".

## Kritika
Silná kritika, která je často vznášena vůči sociálnímu konstrukcionismu, spočívá v tom, že obecně ignoruje přínos fyzikálních a biologických věd nebo je ve společenských vědách zneužívá. Sociální konstrukcionisté například předpokládají, že společnost je jak deskriptivní, tak normativní pojem, čímž podle kritiků nedokáží dostatečně vysvětlit, co pojmem "společnost" míní – ať už jde o ideologický pojem, nebo o popis jakéhokoli historicky lokalizovaného společenství.
Sociální konstrukcionismus jako teorie považuje vlivy biologie na chování a kulturu za nedůležité pro pochopení lidského chování, zatímco vědci se shodují na tom, že chování je komplexním výsledkem jak kulturních, tak ale i biologických vlivů. Sociální konstrukcionismus byl kritizován za příliš úzké zaměření na společnost a kulturu jako příčinný faktor lidského chování a vyloučení vlivu vrozených biologických tendencí, a to jak psychology, jako je Steven Pinker v knize The Blank Slate, tak i odborníkem na asijská studia Edwardem Slingerlandem v knize What Science Offers the Humanities. John Tooby a Leda Cosmidesová použili termín "standardní sociálněvědní model" pro označení sociálněvědních filozofií, které podle nich neberou v úvahu vyvinuté vlastnosti mozku.
Sociální konstrukcionismus stejně tak popírá nebo do značné míry bagatelizuje roli, kterou význam a jazyk hrají pro každého jednotlivce. Snaží se jazyk koncipovat spíše jako celkovou strukturu než jako historický nástroj, který jednotlivci používají ke sdělování svých osobních zkušeností se světem. To se týká zejména kulturních studií, kde jsou osobní a předjazykové zkušenosti přehlíženy jako irelevantní nebo jsou považovány za zcela situované a konstruované socioekonomickou nadstavbou.
V roce 1996 profesor fyziky Alan Sokal předložil akademickému časopisu Social Text článek, který byl záměrně napsán tak, aby byl nesrozumitelný, ale obsahoval fráze a žargon typické pro články publikované v tomto časopise. Chtěl tak ilustrovat, jaké jsou podle něj intelektuální slabiny sociálního konstrukcionismu a postmodernismu. Příspěvek, který byl zveřejněn, byl experimentem, který měl zjistit, zda časopis "zveřejní článek hojně osolený nesmysly, pokud (a) bude znít dobře a (b) bude lichotit ideologické předpojatosti redakce". V roce 1999 vydal Sokal se spoluautorem Jeanem Bricmontem knihu Fashionable Nonsense, která kritizuje postmodernismus a sociální konstrukcionismus.
Proti sociálnímu konstrukcionismu se vyslovil také filozof Paul Boghossian. Vychází z argumentu Iana Hackinga, že mnozí přijímají sociální konstrukcionismus kvůli jeho potenciálně osvobozujícímu postoji: pokud jsou věci takové, jaké jsou, jen díky našim společenským konvencím, na rozdíl od toho, že jsou takové přirozeně, pak by mělo být možné je změnit tak, jak bychom si přáli, aby byly. Dále uvádí, že sociální konstrukcionisté tvrdí, že bychom se měli zdržet absolutních soudů o tom, co je pravda, a místo toho konstatovat, že něco je pravda ve světle té či oné teorie. Proti tomu argumentuje:
| „ | Je však těžké si představit, jak bychom se touto radou mohli důsledně řídit. Vzhledem k tomu, že propozice, které tvoří epistemické systémy, jsou jen velmi obecné propozice o tom, co co absolutně ospravedlňuje, nedává smysl trvat na tom, abychom se vzdali vynášení absolutních partikulárních soudů o tom, co co ospravedlňuje, a zároveň abychom mohli přijmout absolutní obecné soudy o tom, co co ospravedlňuje. To však epistemický relativista v podstatě doporučuje. | “ |

Woolgar a Pawluch tvrdí, že konstrukcionisté mají tendenci "ontologicky rozmělňovat" sociální podmínky ve své analýze a mimo ni.

#### Knihy
- Boghossian, P. Fear of Knowledge: Against Relativism and Constructivism. Oxford University Press, 2006. Online review: Fear of Knowledge: Against Relativism and Constructivism
- Berger, P. L. and Luckmann, T., The Social Construction of Reality : A Treatise in the Sociology of Knowledge (Anchor, 1967; ISBN 0-385-05898-5).
- Best, J. Images of Issues: Typifying Contemporary Social Problems, New York: Gruyter, 1989
- Burr, V. Social Constructionism, 2nd ed. Routledge 2003.
- Ellul, J. Propaganda: The Formation of Men's Attitudes. Trans. Konrad Kellen & Jean Lerner. New York: Knopf, 1965. New York: Random House/ Vintage 1973
- Ernst, P., (1998), Social Constructivism as a Philosophy of Mathematics; Albany, New York: State University of New York Press
- Galanes, G. J., & Leeds-Hurwitz, W. (Eds.). Socially constructing communication. Cresskill, NJ: Hampton Press, 2009.
- Gergen, K., An Invitation to Social Construction. Los Angeles: Sage, 2015 (3d edition, first 1999).
- Glasersfeld, E. von, Radical Constructivism: A Way of Knowing and Learning. London: RoutledgeFalmer, 1995.* Hacking, I., The Social Construction of What? Cambridge: Harvard University Press, 1999; ISBN 0-674-81200-X
- Hibberd, F. J., Unfolding Social Constructionism. New York: Springer, 2005. ISBN 0-387-22974-4
- Kukla, A., Social Constructivism and the Philosophy of Science, London: Routledge, 2000. ISBN 0-415-23419-0, ISBN 978-0-415-23419-1
- Lowenthal, P., & Muth, R. Constructivism. In E. F. Provenzo, Jr. (Ed.), Encyclopedia of the social and cultural foundations of education (pp. 177–179). Thousand Oaks, CA: Sage, 2008.
- McNamee, S. and Gergen, K. (Eds.). Therapy as Social Construction. London: Sage, 1992 ISBN 0-8039-8303-4.
- McNamee, S. and Gergen, K. Relational Responsibility: Resources for Sustainable Dialogue. Thousand Oaks, California: Sage, 2005. ISBN 0-7619-1094-8.
- Penman, R. Reconstructing communicating. Mahwah, NJ: Lawrence Erlbaum, 2000.
- Poerksen, B. The Certainty of Uncertainty: Dialogues Introducing Constructivism. Exeter: Imprint-Academic, 2004.
- Restivo, S. and Croissant, J., "Social Constructionism in Science and Technology Studies" (Handbook of Constructionist Research, ed. J.A. Holstein & J.F. Gubrium) Guilford, NY 2008, 213–229; ISBN 978-1-59385-305-1
- Schmidt, S. J., Histories and Discourses: Rewriting Constructivism. Exeter: Imprint-Academic, 2007.
- Searle, J., The Construction of Social Reality. New York: Free Press, 1995; ISBN 0-02-928045-1.
- Shotter, J. Conversational realities: Constructing life through language. Thousand Oaks, CA: Sage, 1993.
- Stewart, J., Zediker, K. E., & Witteborn, S. Together: Communicating interpersonally – A social construction approach (6th ed). Los Angeles, CA: Roxbury, 2005.
- Weinberg, D. Contemporary Social Constructionism: Key Themes. Philadelphia, PA: Temple University Press, 2014.
- Willard, C. A., Liberalism and the Problem of Knowledge: A New Rhetoric for Modern Democracy Chicago: University of Chicago Press, 1996; ISBN 0-226-89845-8.
- Wilson, D. S. (2005), "Evolutionary Social Constructivism". In J. Gottshcall and D. S. Wilson, (Eds.), The Literary Animal: Evolution and the Nature of Narrative. Evanston, IL, Northwestern University Press; ISBN 0-8101-2286-3. Full text

#### Články
- Drost, Alexander. "Borders. A Narrative Turn – Reflections on Concepts, Practices and their Communication", in: Olivier Mentz and Tracey McKay (eds.), Unity in Diversity. European Perspectives on Borders and Memories, Berlin 2017, pp. 14–33.
- KITSUSE, John I.; SPECTOR, Malcolm. Toward a Sociology of Social Problems: Social Conditions, Value-Judgments, and Social Problems. Social Problems. April 1973, s. 407–419. doi:10.2307/799704. JSTOR 799704.
- Mallon, R, "Naturalistic Approaches to Social Construction", The Stanford Encyclopedia of Philosophy, Edward N. Zalta (ed.).
- METZNER-SZIGETH, Andreas. Constructions of Environmental Issues in Scientific and Public Discourse.Chybí název periodika! Figshare, 2015. doi:10.6084/m9.figshare.1317394.
- Shotter, J., & Gergen, K. J., Social construction: Knowledge, self, others, and continuing the conversation. In S. A. Deetz (Ed.), Communication Yearbook, 17 (pp. 3– 33). Thousand Oaks, CA: Sage, 1994.